# Alexios IV. Angelos
Alexios IV. Angelos (řecky Αλέξιος Δ' Άγγελος, Alexios IV. Angelos, někdy také latinsky Alexius IV. Angelus ; 1176 či 1182 – 8. února 1204) byl byzantský spolucísař (respektive císař) v letech 1203-1204.

## Před nástupem na trůn
Alexios se narodil mezi léty 1176–1182 jako syn Isaakia Angela, příbuzného tehdejší vládnoucí dynastie Komnenů, a jeho první choti Ireně. Alexiovým prapradědem byl císař Alexios I. Komnenos a princův otec Isaakios se stal roku 1185 po zavraždění císaře Andronika I. Komnenea císařem. Ale byl to panovník slabý: za jeho vlády prestiž říše upadala ještě rychleji, než za posledních dvou Komnenů, Byzanc přišla o Bulharsko a Isaakios byl navíc sesazen, uvězněn a oslepen roku 1195 svým bratrem Alexiem (III.) Mladý Alexios byl uvězněn spolu s otcem Isaakiem, ale později (někdy mezi léty 1201 a 1202) byl propuštěn a uprchnul za svou sestrou Irenou a švagrem, římským králem Filipem Švábským a požadoval pomoc svrženému Isaakiovi a sobě. Tento „lobbing“ byl nakonec úspěšný. Král Filip promluvil s vůdcem nově plánovaného tažení křižáků, Bonifácem z Montferratu, a o oklice přes Konstantinopol se začalo uvažovat. Alexios se také zřejmě setkal s papežem Innocencem III.
Na přelomu let 1202 a 1203 Alexios již připraveným křižákům navrhl, že když potáhnou nejprve na Konstantinopol a dosadí prince a jeho otce na trůn, dostanou od Alexia asi 200 000 marek stříbra, vojenskou pomoc o síle 10 000 mužů a Byzanc bude křižáky po 1 rok zásobovat. Toto rozhodnutí – vzhledem ke katastrofálnímu stavu císařské pokladnice lehkomyslné a nesmírně nezodpovědné – mělo negativní vliv na pozdější vývoj vztahů mezi Alexiem a latiny. Křižáci Alexiovu nabídku přijali a novou zastávkou (a i koncem) tažení se tedy stalo město měst – Konstantinopolis. Křižáci se spolu s Alexiem dostali před Konstantinopol v polovině roku 1203. Tehdejší císař, bratr oslepeného Isaakia Alexios III., nepodnikl vůbec nic k odražení křižáků. Tlak latinů na císaře se ale zvyšoval a Alexios se rozhodl se s nimi střetnout. V poslední chvíli však změnil názor. Namísto boje opustil 17. července 1203 Konstantinopol. Tím byla prozatím vyřešena otázky císaře, jímž se stal otec prince Alexia, Isaakios II., který svého syna přijal za spoluvládce.

## Císařem, sesazení a skon

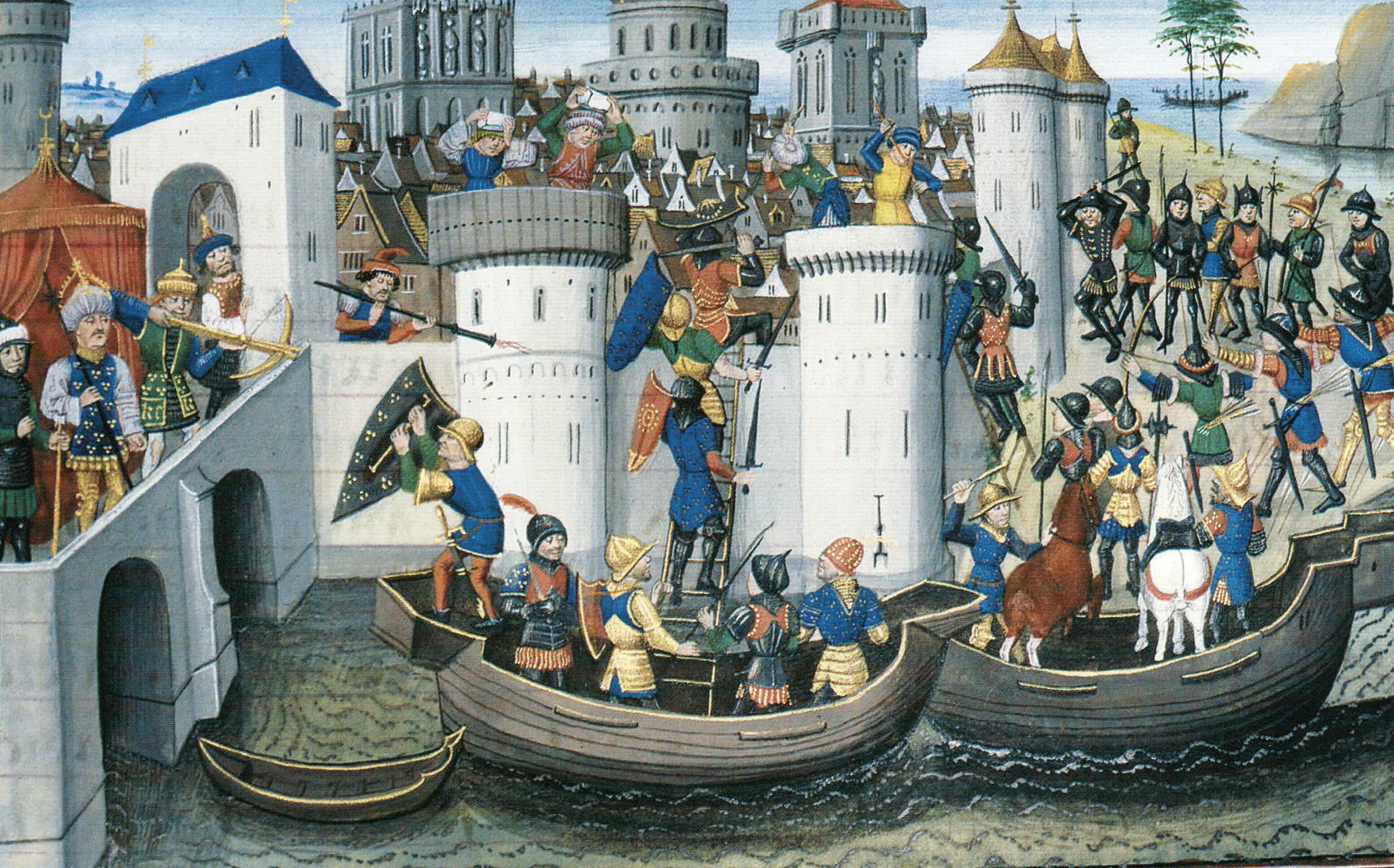
Dobytí Konstantinopole

Alexios byl posléze 1. srpna 1203 korunován za spolucísaře, avšak fakticky vystupoval jako autokrator, protože Isaakios už moc nejevil ochotu vládnout. Oba císařové počali ihned po nástupu jednat s křižáky, kteří jim pomohli na trůn. Ti za to totiž požadovali slíbenou odměnu, a proto se panovníci rozhodli vypsat nové daně a rabovat kostely. To se však nelíbilo duchovenstvu a lidu. Alexios se snažil na obyvatele Konstantinopole zapůsobit, pokusil se vyhnat strýce Alexia z Adrianopole, ale jeho pověst se stále zhoršovala. Počaly bouře, které dosáhly vrcholu v lednu roku 1204 (který oba císaře stál trůn a později i život). Alexios se také postupně rozcházel s křižáky (kteří zůstali u Konstantinopole a do Svaté země netáhli), protože jim čím dál liknavěji vyplácel slíbenou částku. Leden 1204 byl pro Angelovce na trůnu (a Isaakia i v životě) poslední. Jednak to bylo způsobeno sociálními nepokoji, a jednak na to navazující Alexiovou žádostí křižákům o pomoc proti vzbouřencům, kteří za císaře provolali jakéhosi Nikolase Kanabu. Pád Angelovců však způsobil palácový převrat, provedený aristokracií, kterou rozzuřila císařova žádost křižákům o pomoc. Na trůn nastoupil vůdce povstalců, Alexios Dukas Murtzuflos jako Alexios V. Nový císař oba sesazené panovníky zajal. Isaakios zemřel téměř vzápětí, Alexios byl Murtzuflem uškrcen 8. února 1204.